# تيم يونغ (لاعب كرة قاعدة)
تيم يونغ (بالإنجليزية: Tim Young) هو لاعب كرة قاعدة أمريكي، ولد في 15 أكتوبر 1973 في غولفبورت في الولايات المتحدة.

## وصلات خارجية
- تيم يونغ على موقع دوري كرة القاعدة الرئيسي (الإنجليزية)
- تيم يونغ على موقع الدوري الياباني لكرة القاعدة (الإنجليزية)
- تيم يونغ على موقعبيزبول رفرنس.كوم (الدوري الرئيسي) (الإنجليزية)
- تيم يونغ على موقعبيزبول رفرنس.كوم (الدوري الثانوي) (الإنجليزية)
- تيم يونغ على موقع إي إس بي إن.كوم (أم.أل.بي) (الإنجليزية)
- تيم يونغ على موقع مشجعي الرسوم البيانية (الإنجليزية)
- تيم يونغ على موقع أوليمبيديا (الإنجليزية)